# 랭글랜즈 쌍대군
수학에서 랭글랜즈 쌍대군(영어: Langlands dual group)은 주어진 군에서 근과 쌍대근(coroot)을 맞바꾼 군이다.

## 정의
가약 리 군 {\displaystyle G} (즉, 리 대수가 반단순 리 대수와 아벨 리 대수의 직합인 경우)가 주어졌다고 하자. 이러한 리 군은 근 데이터(영어: root datum) {\displaystyle (X^{*},\Phi ,X_{*},\Phi ^{\vee })}로 (동형사상을 무시하면) 유일하게 정의된다. 여기서
- {\displaystyle X^{*}}는 {\displaystyle G}의 극대 원환면의 지표들의 격자이다. (즉, 극대 원환면의 폰트랴긴 쌍대군이다.) 이를 {\displaystyle G}의 무게 격자(weight lattice)라고 한다.
- {\displaystyle \Phi \subset X^{*}}는 리 대수 {\displaystyle {\mathfrak {g}}}의 근계이다.
- {\displaystyle X_{*}}는 {\displaystyle X^{*}}의 쌍대 격자다. 이를 {\displaystyle G}의 쌍대 무게 격자(coweight lattice)라고 한다.
- {\displaystyle \Phi ^{\vee }\subset X_{*}}는 {\displaystyle \Phi }의 쌍대근계(coroot system)이다. 즉, {\displaystyle \alpha \in \Phi }에 대해 {\displaystyle \alpha ^{\vee }=2\alpha /\langle \alpha ,\alpha \rangle }이다.

근 데이터는 가약 리 군을 심지어 유한 아벨 부분군까지 정확히 나타내므로, 딘킨 도표보다 더 많은 정보를 담고 있다.
이러한 근 데이터가 주어졌다면, 군 {\displaystyle G}의 랭글랜즈 쌍대군 {\displaystyle G^{\vee }}는 근 데이터에서 무게 격자와 쌍대 무게 격자를, 근계와 쌍대근계를 맞바꾼 가약 리 군이다. 즉, {\displaystyle G^{\vee }}의 근 데이터는
{\displaystyle (X_{*},\Phi ^{\vee },X^{*},\Phi )}
이다.
복소수체 말고도, 다른 체에 대한 대수군의 경우도 랭글랜즈 쌍대군을 정의할 수 있다.

## 예

### 원환면
콤팩트 아벨 리 군 {\displaystyle G}의 경우, 이는 항상 벡터 공간을 격자로 나눈 꼴
{\displaystyle G=V/\Lambda }
로 나타낼 수 있다. 이 경우, 그 랭글랜즈 쌍대군은
{\displaystyle G^{\vee }=V^{*}/\Lambda ^{*}}
이다. 이는 폰트랴긴 쌍대군과 전혀 다름에 주의하자. (이 경우, {\displaystyle G}의 폰트랴긴 쌍대군은 {\displaystyle \Lambda ^{*}}이다.)

### 단순 연결 콤팩트 리 군
단순 연결 콤팩트 리 군의 경우, 랭글랜즈 쌍대군은 원래 군과 비슷하나, 그 유한 아벨 군에 대한 몫이 다를 수 있다. 특히, 리 군의 범피복 공간은 그 리 군의 중심을 없앤 형태와 쌍대이다. 예외적으로, Bn과 Cn이 서로 쌍대이다.
구체적으로 다음과 같다.
| 군                                                               | 쌍대군                                                           |
| ---------------------------------------------------------------- | ---------------------------------------------------------------- |
| {\displaystyle \operatorname {SU} (mn)/(\mathbb {Z} /m)}         | {\displaystyle \operatorname {SU} (mn)/(\mathbb {Z} /n)}         |
| {\displaystyle \operatorname {Spin} (2n+1)}                      | {\displaystyle \operatorname {USp} (2n)/(\mathbb {Z} /2)}        |
| {\displaystyle \operatorname {SO} (2n+1)}                        | {\displaystyle \operatorname {USp} (2n)}                         |
| {\displaystyle \operatorname {SO} (2n)}                          | {\displaystyle \operatorname {SO} (2n)}                          |
| {\displaystyle \operatorname {Spin} (2n)}                        | {\displaystyle \operatorname {PSO} (2n)}                         |
| {\displaystyle \operatorname {Spin} (8n)/(\mathbb {Z} /2)_{1}}   | {\displaystyle \operatorname {Spin} (8n)/(\mathbb {Z} /2)_{1}}   |
| {\displaystyle \operatorname {Spin} (8n)/(\mathbb {Z} /2)_{2}}   | {\displaystyle \operatorname {Spin} (8n)/(\mathbb {Z} /2)_{2}}   |
| {\displaystyle \operatorname {Spin} (8n+4)/(\mathbb {Z} /2)_{1}} | {\displaystyle \operatorname {Spin} (8n+4)/(\mathbb {Z} /2)_{2}} |
| {\displaystyle G_{2}}                                            | {\displaystyle G_{2}}                                            |
| {\displaystyle F_{4}}                                            | {\displaystyle F_{4}}                                            |
| {\displaystyle E_{6}}                                            | {\displaystyle E_{6}/(\mathbb {Z} /3)}                           |
| {\displaystyle E_{7}}                                            | {\displaystyle E_{7}/(\mathbb {Z} /2)}                           |
| {\displaystyle E_{8}}                                            | {\displaystyle E_{8}}                                            |

위 표에서, {\displaystyle \operatorname {Spin} (4n)}의 중심은 {\displaystyle (\mathbb {Z} /2)\times (\mathbb {Z} /2)}이므로, 이를 각각 {\displaystyle (\mathbb {Z} /2)_{1}}, {\displaystyle (\mathbb {Z} /2)_{2}}로 표기하였다.

## 응용
랭글랜즈 쌍대군은 갈루아 군과 보형 형식을 잇는 랭글랜즈 프로그램에 중요한 역할을 한다.
이론물리학에서, 랭글랜즈 쌍대군은 전기-자기 이중성에 등장한다. 구체적으로, 전기-자기 이중성에서 (전기) 게이지 군에 해당하는 자기 게이지 군은 랭글랜즈 쌍대군이다. 이를 통해 물리학으로 랭글랜즈 프로그램을 해석할 수 있다. 이 사실은 안톤 카푸스틴(러시아어: Анто́н Капу́стин)과 에드워드 위튼이 발견하였다.

## 참고 문헌
1. ↑  Frenkel, Edward (2009). “Gauge Theory and Langlands Duality” (영어). arXiv:0906.2747. Bibcode:2009arXiv0906.2747F.
2. ↑  Kapustin, Anton; Edward Witten (2006). “Electric–magnetic duality and the geometric Langlands program” (영어). arXiv:hep-th/0604151. Bibcode:2006hep.th....4151K.